# 9-та авіапольова дивізія (Третій Рейх)
9-та авіапольова дивізія (Третій Рейх) (нім. Luftwaffen Feld Division 9) — піхотна дивізія Вермахту зі складу військово-повітряних сил, що діяла як звичайна піхота за часів Другої світової війни.

## Історія
9-та авіапольова дивізія сформована у жовтні 1942 року на основі 62-го авіаційного полку Люфтваффе (нім. Flieger-Regiment 62) на навчальному центрі Арис (нім. Truppenübungsplatz Arys) у Східній Пруссії й у грудні 1942 року передана до складу L-го армійського корпусу групи армій «Північ». Дивізія прибула на Східний фронт до району Оранієнбаумського плацдарму, де перейшла до оборони визначеної ділянки лінії фронту.
1 листопада 1943 року її перейменували на 9-ту польову дивізію Люфтваффе та передана до складу Сухопутних військ вермахту.
У січні 1944 року дивізія була розгромлена в ході стратегічного наступу радянських військ під Ленінградом. 2-га ударна армія генерал-полковника Федюнинського І. І. завдала нищівного удару з Оранієнбаумського плацдарму та вщент розтрощила війська противника, що їй протистояли. Загинули останні два командири 9-ї дивізії, та авіапольова дивізія була офіційно розформована 12 лютого 1944 року. Рештки з'єднання пішли на доукомплектування 61-ї, 225-ї та 227-ї піхотних дивізій групи армій «Північ».

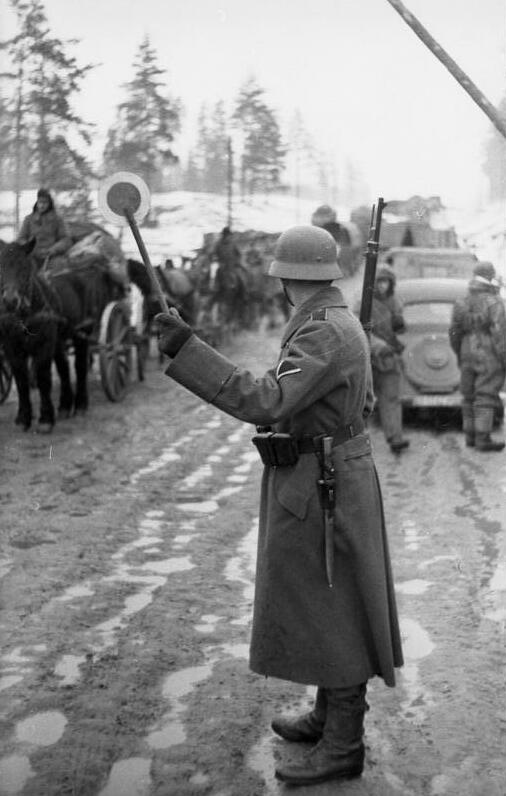
Німецькі війська під Ленінградом. Грудень 1943

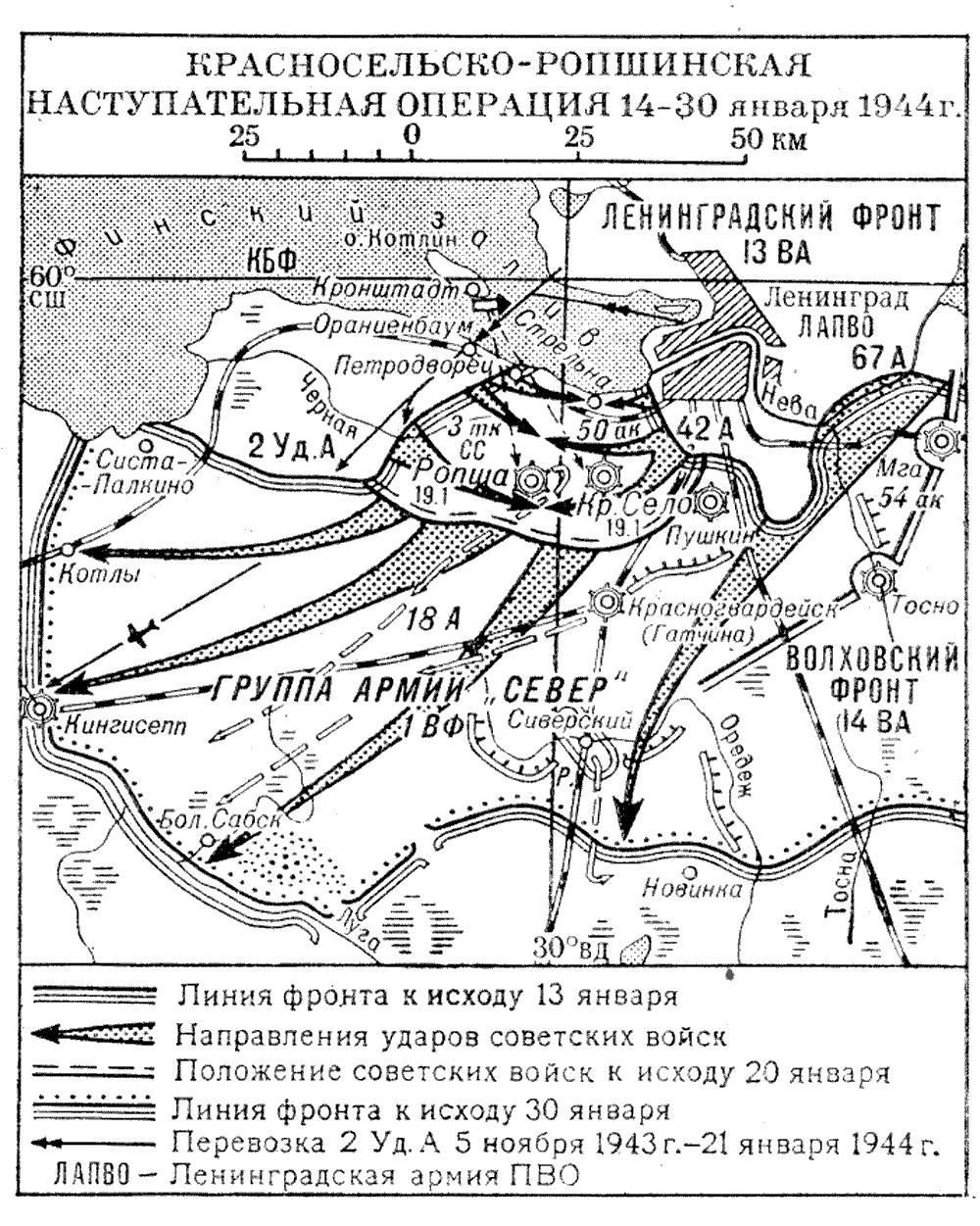
Карта Красносільсько-Ропшинської операції

## Райони бойових дій
- Німеччина (жовтень — грудень 1942);
- СРСР (північний напрямок) (грудень 1942 — лютий 1944).

## Командування

### Командири
- Генерал-майор Ганс Ердманн (нім. Hans Erdmann) (8 жовтня 1942 — 11 серпня 1943)
- Генерал-майор Антон-Карл Лонгін (нім. Anton-Carl Longin) (11 вересня — 4 листопада 1943)
- Генерал-лейтенант Пауль Вінтер (нім. Paul Winter) (5 — 25 листопада 1943)
- Оберст Ернст Міхаель (нім. Ernst Michael) (25 листопада 1943 — 22 січня 1944[2])
- Оберст Генріх Геркенс (нім. Heinrich Geerkens) (22 1943 — 24 січня 1944[3])

### Підпорядкованість
| Час         | Корпус                    | Армія | Група армій (округ)  | Штаб        |
| ----------- | ------------------------- | ----- | -------------------- | ----------- |
| 1942        |                           |       |                      |             |
| 1 грудня    | L-й ак                    | 18 А  | Група армій «Північ» | Оранієнбаум |
| 1943        |                           |       |                      |             |
| 1 січня     | L-й ак                    | 18 А  | Група армій «Північ» | Оранієнбаум |
| 1 лютого    | III-й авіапольовий корпус | 18 А  | Група армій «Північ» | Оранієнбаум |
| 1 листопада | L-й ак                    | 18 А  | Група армій «Північ» | Оранієнбаум |
| 1944        |                           |       |                      |             |
| 1 січня     | III-й тк СС               | 18 А  | Група армій «Північ» | Оранієнбаум |

### Склад
| Грудень 1942                    | Травень 1944                    |
| ------------------------------- | ------------------------------- |
| 1-й фельдєгерський батальйон    | 17-й єгерський полк (Люфтваффе) |
| 2-й фельдєгерський батальйон    | 18-й єгерський полк (Люфтваффе) |
| 3-й фельдєгерський батальйон    |                                 |
| 4-й фельдєгерський батальйон    |                                 |
|                                 | 9-й фузілерний батальйон        |
| велосипедна рота                |                                 |
| артилерійський дивізіон         | 9-й артилерійський полк         |
| протитанковий батальйон         |                                 |
| інженерна рота                  | 9-й інженерний батальйон        |
| зенітна батарея                 | зенітний дивізіон               |
| рота зв'язку                    | батальйон зв'язку               |
| дивізійне управління постачання |                                 |